# ガジュマル
ガジュマル（学名: Ficus microcarpa、漢名：細葉榕、正榕、榕樹、我樹丸）は、亜熱帯から熱帯地方に分布するクワ科イチジク属の常緑高木。枝から多数の気根を出す「絞め殺しの木」の一種としても知られる。

## 名称
ガジュマルの名の正確な由来は不明である。一説には、沖縄の地方名だが、幹や気根の様子である「絡まる」姿が訛ったという説がある。中国植物名は「榕樹」である。気根を多数伸ばした姿が雨降りのようなので、レインツリー（雨の木）の異名もある。また、タイワンマツ（台湾松）やトリマツ（鳥松）とよばれることもあるが、マツには似ていない。
学名の属名 Ficus（フィカス）はラテン語でイチジクの意味であり、この仲間はイチジクのような実をつける。

## 分布

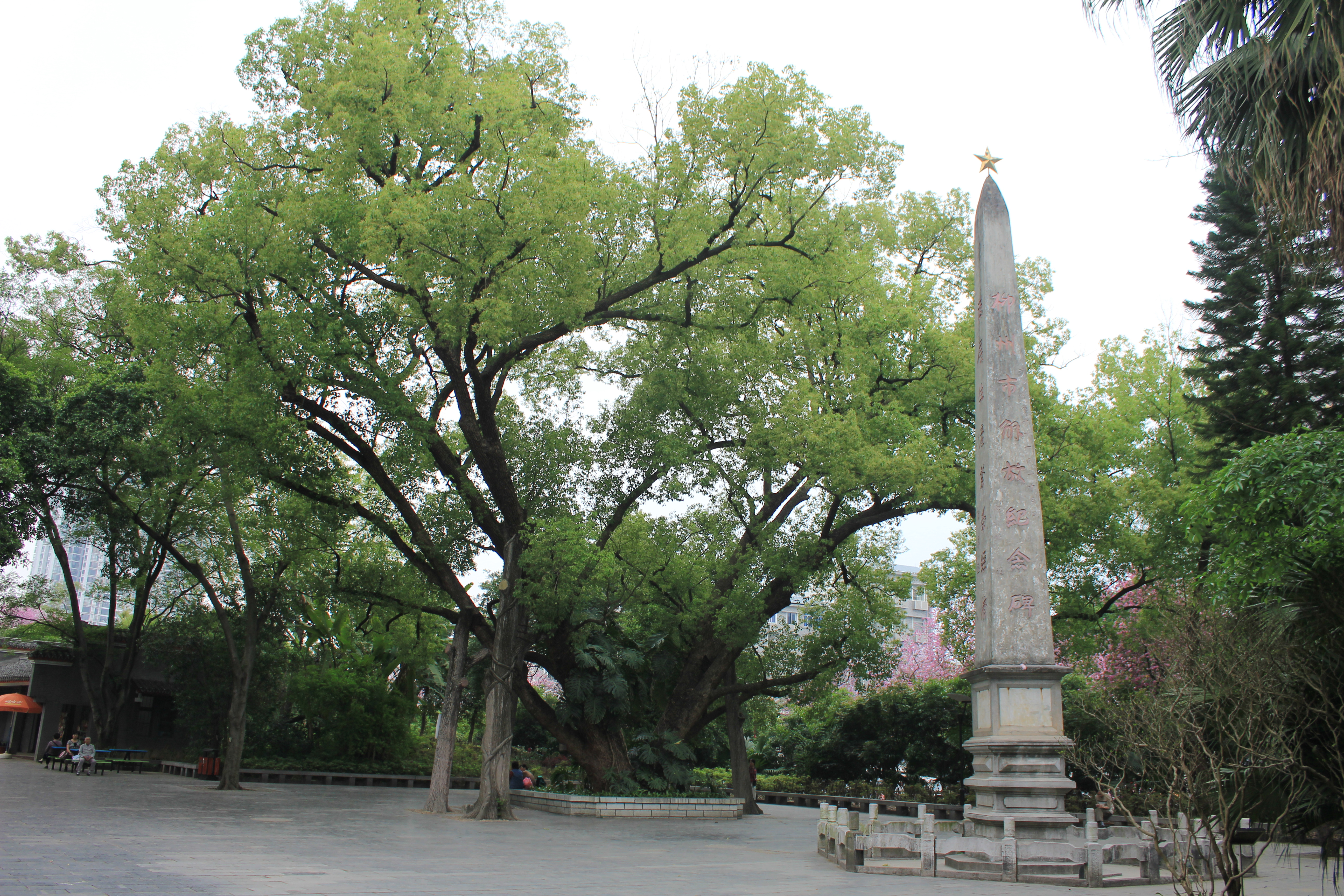
柳州市の「ガジュマル」

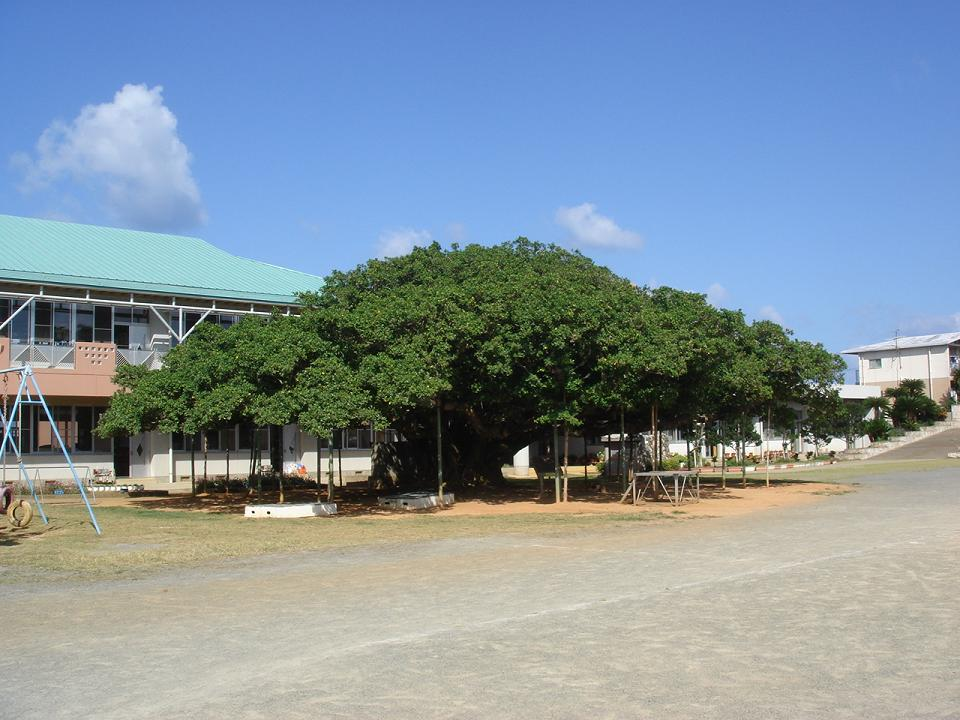
沖永良部島（鹿児島県）の「日本一のガジュマル」

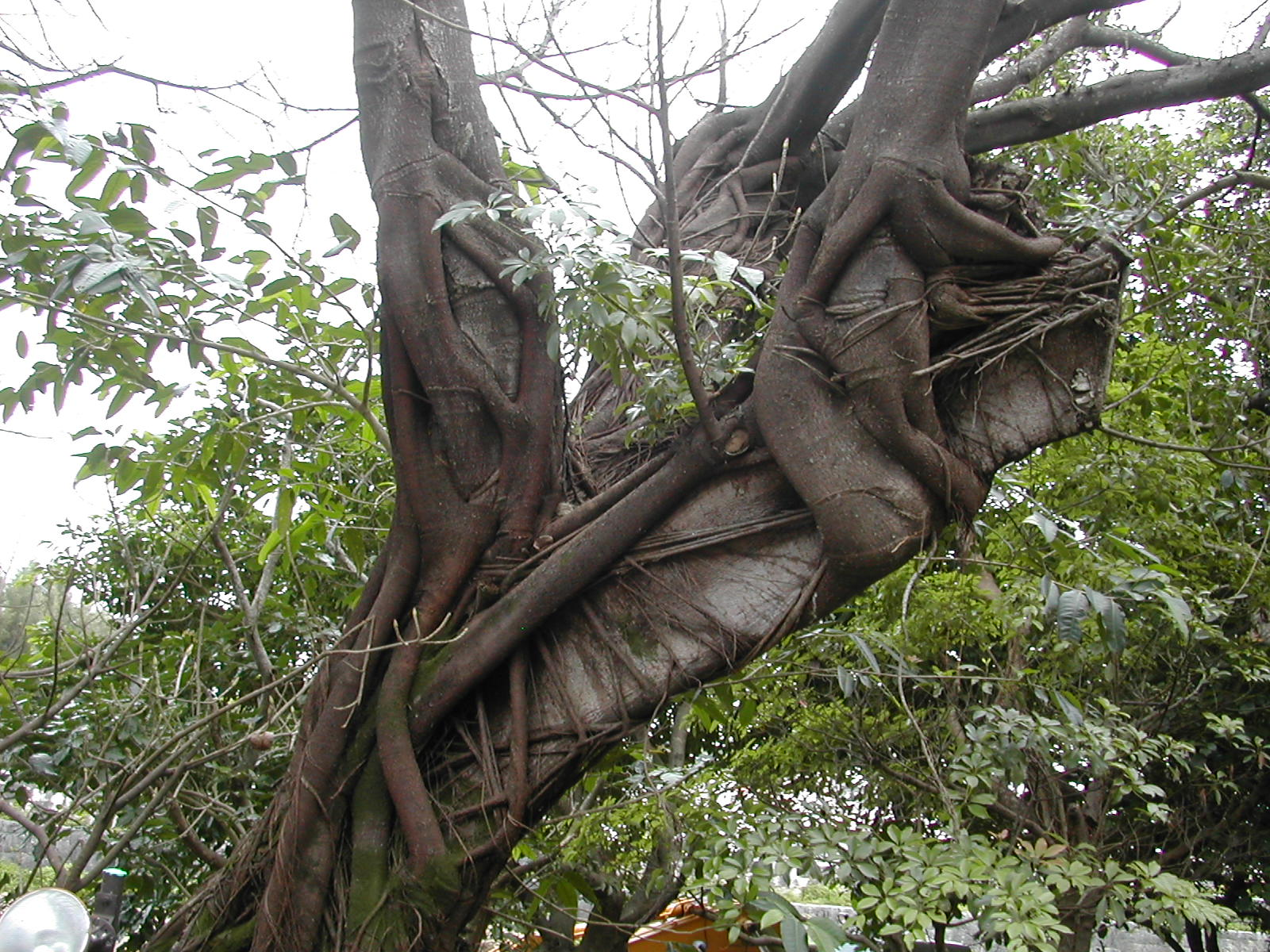
ガジュマルと絞め殺された木

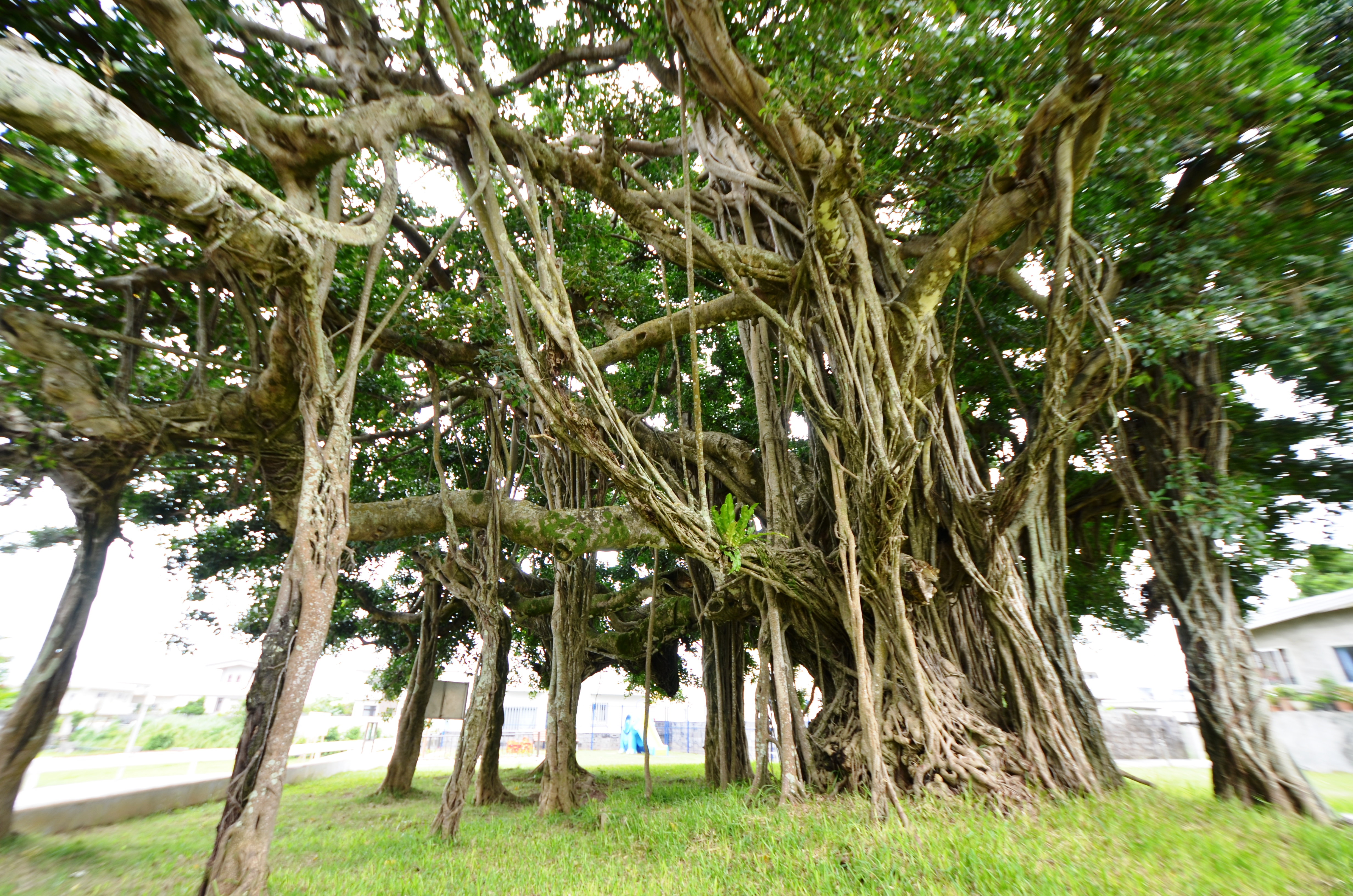
沖縄県金武町の「伊芸のガジマル」

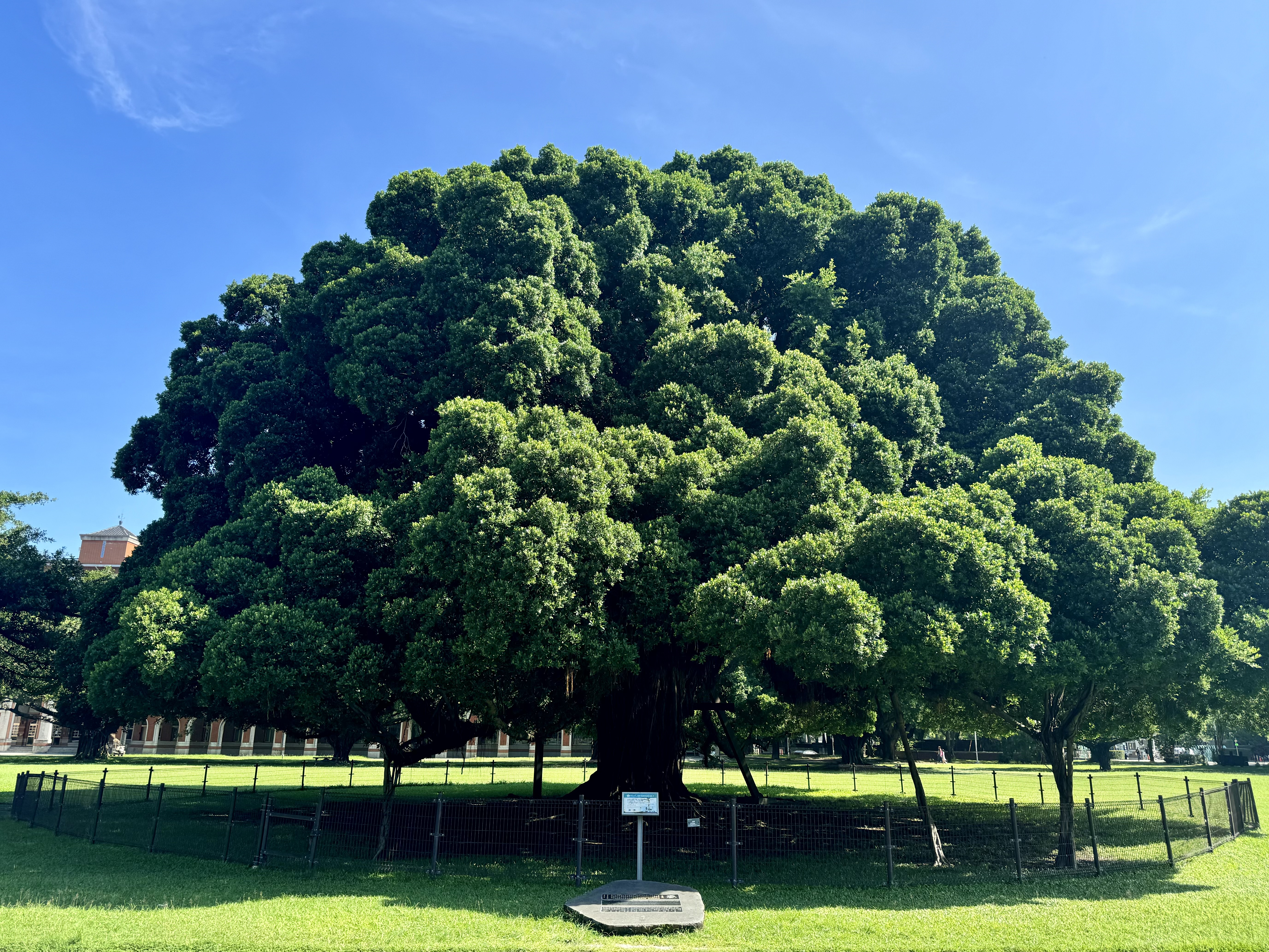
台湾台南市・国立成功大学キャンパスの「国泰大榕」（裕仁親王お手植えのガジュマル）

日本、台湾、中国南部沿岸、東南アジア、インド、オーストラリアの熱帯から亜熱帯地域に分布する。日本では九州の屋久島と種子島以南、主に南西諸島などに分布する。沖縄県ではガジュマルがあちこちで見られ、名護市の中心にあるひんぷんカジュマルと呼ばれる樹は有名である。また小笠原諸島では植栽がなされている。観葉植物としては本州でも見ることがある。日本国外では台湾、中国南部やインドからオーストラリアなどにかけて自生している。アコウよりも暖かい地域でないと育たない。

## 特徴

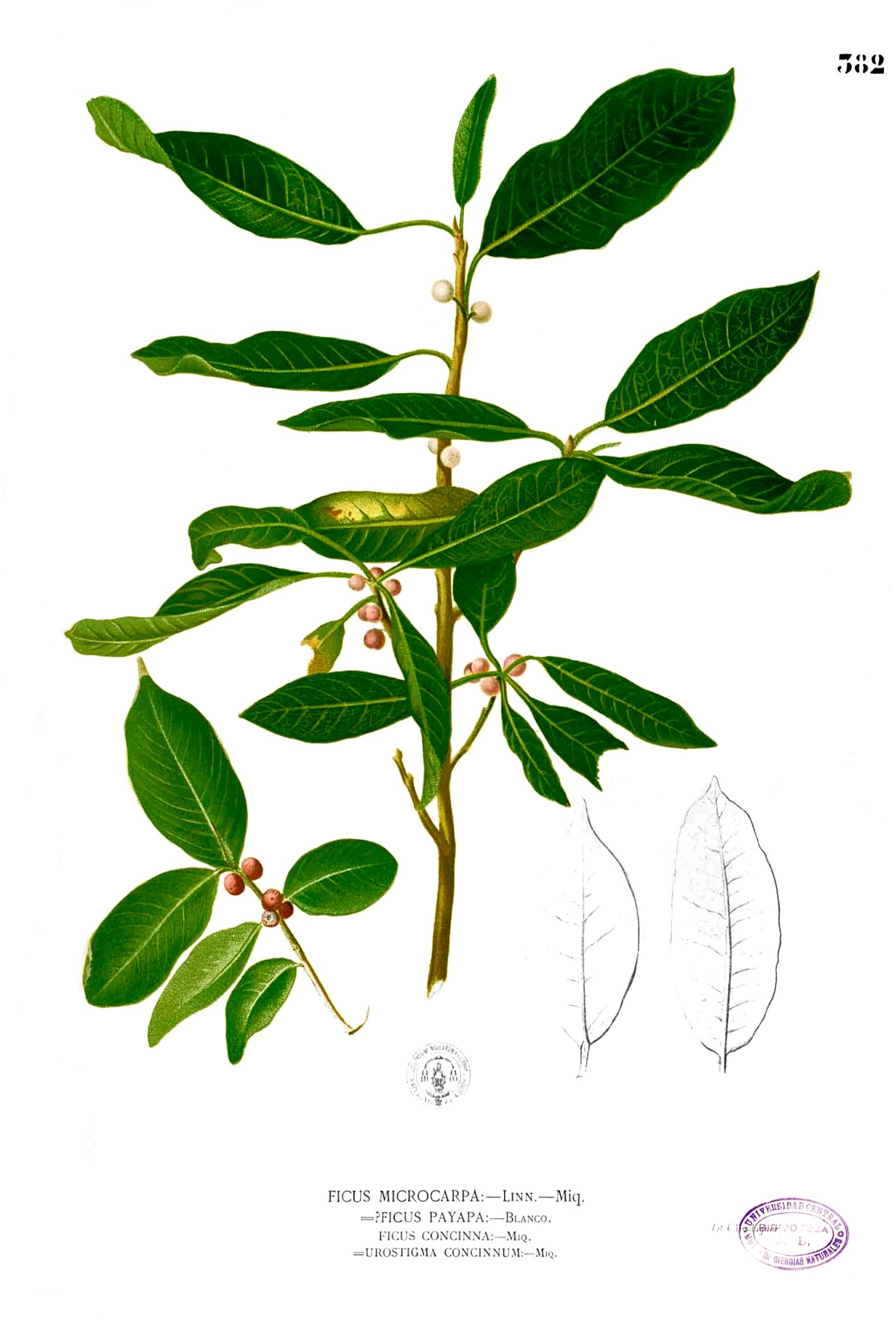
ガジュマルの葉と実

常緑広葉樹の高木で、樹高は20メートル (m) 。木全体の姿はアコウに近いが、常緑である。
幹は多数分岐して繁茂し、囲から褐色の気根を地面に向けて多く垂らす。垂れ下がった気根は、徐々に土台や自分の幹に複雑にからみつき派手な姿になっていく。枝から出る気根は、そのまま下に向かっても地上に下りて、一部は支柱根となる。気根は当初はごく細いが、太くなれば幹のように樹皮が発達する。地面に達すれば幹と区別が付かない。また、成長した気根は地面の舗装に使われているアスファルトやコンクリートなどを突き破る威力がある。一部は他の木を土台にして育ち、土台となった木を枯れらしていくので、ガジュマルはいわゆる「絞め殺しの木」ともよばれる。樹皮は灰褐色でほぼ滑らかである。若い枝はやや太く無毛で、一周する輪状の托葉痕がある。
葉は楕円形や倒卵形、革質でやや厚く、毛はない。葉柄はアコウよりも短い。
花期はほぼ通年。イチジクのような花序（花嚢）は枝に多数つき、小さい。花嚢は果嚢（イチジク状果）となり、8月ごろに黄色または淡紅色に熟す。実は鳥やコウモリなどの餌となり、糞に混ざった未消化の種子は土台となる低木や岩塊などの上で発芽する。
冬芽は互生し、2枚の芽鱗に包まれ、頂芽は円錐状で先が細く尖る。側芽は小さい。葉痕は円形や楕円形をしている。

## 近縁種
ガジュマルを含むイチジク属は熱帯域を中心に世界で800種が生息する。日本では本州から南西諸島に16種ばかりが分布し、その中でガジュマルは葉が小さくて厚くつやがある点で、他に紛れる種がない。

## 利用
樹木は防風林、防潮樹、街路樹、生垣として、材は細工物として利用される。熱帯地域では、日陰を作る公園樹としてよく植えられる。キクラゲの原木栽培にも利用される。燃やした灰でつくった灰汁は、沖縄そばの麺の製造に用いられることもある。近年は観葉植物としても人気がある。観賞用に、中の枯れた木を取り除いて空洞状にした木も売られている。
沖縄県名護市にはひんぷん（屏風）ガジュマルと呼ばれる大木が目抜き通りの真ん中にあり、名物になっている。この屏風とは、門のところに建てて、中があけ広げにならないようにするものという意味で、もともとは風水の魔除けである。ひんぷんガジュマルはもとの街の入り口に立っていた。
ヨーロッパでは盆栽の木として使われている。

### 栽培
観葉植物として幼木を鉢植えにして栽培される。日光を好む性質から、日当たりのよい場所に置いて育てられるが、夏場は強い日差しに当たると葉焼けを起こす場合もあるため、半日陰にするのが良いといわれる。春から秋にかけて水やりと施肥を行い、湿度を保つため表土が乾くたびに多めに保水し、緩効性の肥料を2か月置き程度に与える。
耐陰性があるが日光を好み、光量が不足すると徒長しやすい。熱帯の植物の中では耐寒性もあるが、降霜に耐えられるほどではない。良く成長した葉は近縁のインドゴムノキよりは小さいが、ベンジャミンより一回り大きい。

## 文化
- 中国南部、台湾、ベトナムなどでは、道観や寺院などの庭園によく植えられ、強い日差しをさえぎり、休める場所を提供する役割を担っている。茶やベトナムコーヒーなどを提供する出店もガジュマルの木の陰で商売をすることが多い。
- 中国福建省の福州市と四川省の成都市では街路樹にも多く用いられ、街を代表する木であり、榕城という別名も生んでいる。
- 千昌夫の「北国の春」の中国語版のひとつに「榕樹下」というタイトルをつけたものがあり、中国語圏南部の台湾・マカオでよく歌われる。
- 中国広西チワン族自治区の柳州市（りゅうしゅうし）では、街路樹にも多く用いられている。
- 台湾台南市、国立成功大学・光復キャンパス内には、裕仁親王（後の昭和天皇）お手植えのガジュマルがある。現在では国泰大榕と呼ばれ、現地企業のロゴマークのモデルになるなど親しまれている。

## 伝承
沖縄県ではガジュマルの大木にはキジムナーという妖精のようなものが住んでいると伝えられる。